# Nina Ivanova
 (mai 2019).
Si vous disposez d'ouvrages ou d'articles de référence ou si vous connaissez des sites web de qualité traitant du thème abordé ici, merci de compléter l'article en donnant les références utiles à sa vérifiabilité et en les liant à la section « Notes et références ».
Pour les articles homonymes, voir Ivanova.
Nina Gueorguievna Ivanova  (en russe : Ни́на Гео́ргиевна Ивано́ва), née le 6 janvier 1934 à Moscou (Union soviétique) et morte à Moscou le 1er décembre 2020 est une actrice de cinéma russe. 
Elle connaît son premier grand succès dans le film Le Printemps dans la rue Zaretchnaïa, dans lequel elle tient le rôle principal.

## Biographie

### Enfance et scolarité
Nina Ivanova fait ses premiers pas au cinéma en 1944, à l'âge de 10 ans, en jouant un rôle dans le film Il était une fois une fille (en russe : Жила-была девочка) réalisé par Victor Eisymont (en russe : Виктора Эйсымонта). Après ce film, elle n'obtiendra pas d'autre rôle jusqu'en 1955.
Elle passe son diplôme et entre à l'institut médical. 

### Carrière d'actrice
Son retour au cinéma se fait par hasard. En 1955, l'un de ses amis, étudiant à l'Institut national de cinématographie (VGIK), lui propose un rôle dans son film de diplôme. Ce travail attire l'attention du réalisateur Marlen Khoutsiev, qui propose à Nina Ivanova le rôle principal dans le film Le Printemps dans la rue Zaretchnaïa. 
Le succès du film rend célèbre l'actrice débutante. Elle se marie alors avec l'un des cadreurs du film, Radomir Vassilevsky (en russe : Радомир Василевский). Après leur mariage, Nina Ivanova et Radomir Vassilevsky déménagent à Odessa (Ukraine).
Plusieurs de ses films suivant sont décevants, car Nina Ivanova n'a pas de formation d'actrice et ces rôles ne sont pas faciles pour elle. 
Après avoir terminé le film La maladie grise (en russe : Серая болезнь), Nina Ivanova abandonne sa carrière d'actrice, divorce de son mari et retourne à Moscou.

### Carrière d'assistante-réalisatrice
Elle ne rompt pas totalement avec le cinéma : le Gorki Film Studio, où elle occupe le poste de réalisatrice-adjointe, devient son nouveau lieu de travail. 
À partir de 1973, elle y occupe le poste d'assistante réalisatrice. Nina Ivanova reste dans ce studio de cinéma jusqu'à la fin des années 1980, puis elle prend sa retraite. 
En raison des difficultés économiques des années 1990 en Russie, elle se tourne encore une fois vers le cinéma de 1992 à 1997, elle fait, notamment, plusieurs passages dans l'émission pour enfants Yeralach (en russe : Ералаш).
Elle travaille également comme infirmière dans un hôpital de Moscou.

## Filmographie
- 1944 : Il était une fois une fille (en russe : Жила-была девочка) de Viktor Eisymont : Nastia
- 1955 : Nadia (en russe : Надя) : Nadia
- 1956 : Le Printemps dans la rue Zarechnaïa (en russe : Весна на Заречной улице) : Tatiana Sergueïevna
- 1958 - 1960 : Kievienne (en russe : Киевлянка) : Galina Otcheretko
- 1959 : Il faut chérir l'amour (en russe : Любовью надо дорожить) : Katia Dorochevitch
- 1960 : Les héritiers (en russe : Наследники)
- 1960 : Le secret de Dimka Carmia (en russe : Тайна Димки Кармия) : Xenia Pilipovna
- 1961 : Les dresseurs d'animaux  (en russe : Дрессировщики) : mère
- 1962 : Confession (en russe : Исповедь) : greffier du bureau d'enregistrement
- 1964 : Chourka choisit la mer (en russe : Шурка выбирает море) : Nadia
- 1964 : Vie facile (en russe : Лёгкая жизнь) : Tania Levtchenko (Savtchenko), diplômée
- 1964 : Il était une fois un gars (en russe : Живёт такой парень) : Nina Prokhorova, épouse du président d'une ferme collective
- 1966 : La Maladie grise (en russe : Серая болезнь) : Hélène
- 1974 : Vous pouvez toujours être à l'heure (en russe : Ещё можно успеть) : ouvrière d'usine

## Sources et Références
- (ru) Cet article est partiellement ou en totalité issu de l’article de Wikipédia en russe intitulé « Иванова Нина Георгиевна » (voir la liste des auteurs).

1. ↑  (ru) « Умерла актриса Нина Иванова, сыгравшая в фильме "Весна на Заречной улице" », sur РИА Новости,‎ 20201202t1550 (consulté le 4 décembre 2020)
2. ↑  (ru) « М. Хуциев: Я пытался узнать о судьбе Нины Ивановой, говорят, что она работает в больнице медсестрой, но с тех самых лет мы не общались. », volgograd.kp.ru (consulté le 14 janvier 2019)